# 澎湖南海玄武岩自然保留區
澎湖南海玄武岩自然保留區（東吉嶼、西吉嶼、頭巾、鐵砧）位於臺灣澎湖縣境內，範圍包括澎湖本島南方的東吉嶼、西吉嶼、頭巾、鐵砧等四島，是依據《文化資產保存法》設立的自然保留區，為首度由縣政府申請提報之自然保留區。
海洋國家公園管理處已將此區域以及周邊海域於2014年劃設為澎湖南方四島國家公園，為東沙環礁國家公園後另一海洋型國家公園。

## 外部連結
- 林務局自然保育網--澎湖南海玄武岩自然保留區(東吉嶼、西吉嶼、頭巾、鐵砧) （页面存档备份，存于）